# いらすとや

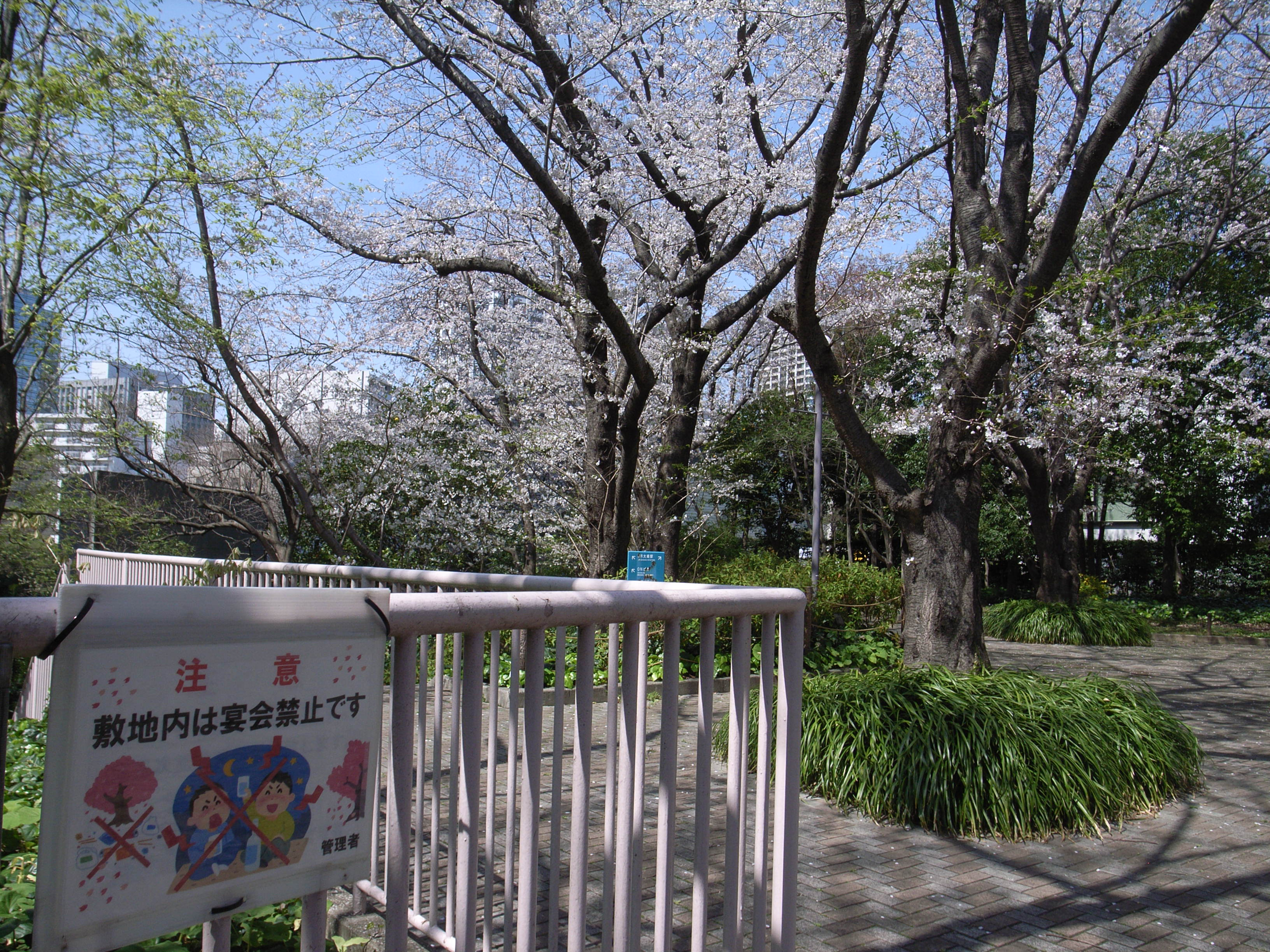
いらすとやのイラストが使われている公園の宴会禁止の看板（左下の柵。）

いらすとやは、イラストレーター・みふねたかしが運営する、無料イラストを提供するウェブサイト。
イラストは個人、法人、商用、非商用を問わず無償で使用できる。ただし、著作権は放棄しておらず、使用方法には制限がある。

## 概要
無償利用イラストの一般的な需要に合致する、かわいらしくほのぼのした絵柄で多様な素材が揃っており、欲しい素材が必ず見つかるサイトとして評判を集める。中には時事ネタやブラックなテーマのイラストも多く、絵柄とテーマのギャップも魅力とされている。ニュースからイラスト発表までのタイムラグの短さなどから注目され、Twitterや、Instagramなどで話題を呼び、有名なニュースサイトでも紹介された。マスコットキャラクターは黒ウサギのぴょこ。
いらすとや登場前にも無料の素材を提供するサイトはあったが、様々なサイトのイラストを集めて使うと絵のテイストがそろわないという問題があった。一方いらすとやは多種多様なイラストが膨大にある。商用利用や法人利用も利用規約範囲内であれば無償でできるため、自治体の掲示板や広報誌、警告看板、飲食店、テレビ番組内、官公庁のような公的機関などでも使用されている。
いらすとやのイラストを用いてLPやCD、ゲームのジャケット、漫画やライトノベルのワンシーンなどを再現する遊びがTwitterで流行した。アニメのオープニング映像をいらすとやの素材を使って再現した映像も発表されている。
いらすとやのイラストを使ったスマホゲームも、リリースされている。オコスモ1級FP技能士事務所代表の古田拓也はアドビやシャッターストックが運営している画像素材サイトの時価総額に匹敵する1500億円の価値があると指摘している。
いらすとやのイラストを使った広告も出ている。
その一方で無償であることや利便性の高さゆえに他のイラストレーターの仕事を奪ってしまう問題も指摘されている。
2012年1月31日に節分のイラストを公開してからほぼ毎日サイトの更新が行われていたが、みふねが多忙になり更新ペースを維持することが困難になったことから、2021年1月31日をもって更新を一旦停止。以降は不定期での更新となり、月に数点程度のイラストがアップされている。
2019年3月には当時話題になった「水を吐くフグ」を題材にしたイラストを発表。「仕事が早すぎる」と反響を呼ぶとともに、Twitterでイラスト公開を知らせた際には該当ツイートが1万5千件のリツイートを集めた。また、2021年には『ONE PIECE』や『メイドインアビス』とコラボし、2022年にはチロルチョコやセサミストリート、アイナナとコラボしている（#コラボ節も参照）。2024年には『鉄拳シリーズ』とコラボ。

## 特徴
当初は一般的な季節や行事のイラストが中心だったが、しだいに（時に風刺性のある）時事ネタのイラストが発表されるようになった。2016年2月頃にスマホ向けソーシャルゲームで、目当てのアイテムがなかなか当たらないコンプリートガチャが問題になった際に、巨大なガチャガチャを回す人のイラストをアップして「当たりが出る確率がとても低いガチャガチャを回し続けている人のイラストです。」と紹介し、話題になった。
季節や職業のイラスト、動植物といったオーソドックスなものやテンプレート素材（画面が空白のスマートフォンを持つ手、驚く子供と空白の吹き出し）など汎用性の高いイラストは当初から充実している。さらに社会性の高いテーマ（難民、フェイクニュース、共謀罪）や時事ネタ（3Dプリンターによる武器製造、同性婚、バーチャルリアリティ、ハンドスピナー）などは随時追加されている。
珍しい職業（臭気判定士、バードパトロール、森林官）、特殊な機械（みそ汁サーバー、遠心分離機、透過型電子顕微鏡）、マイナーな楽器（ディジュリドゥ、サンポーニャ、コーラングレ）、恐竜以外の古代生物（ハルキゲニア、ピカイア）、ファンタジーやゲームの題材（勇者、ミ＝ゴ、ブエル）といったフリー素材では珍しい題材も多い。「尊い」「個人の感想です」など、ネット上で多く使用される文字のイラスト化も行っている。
外国人のイラストも多いが、白人や黒人といった大まかな括りだけでなく、インターナショナルスクール、教員、避難訓練、和食を食べているなど細かなシチュエーションが用意されているほか、特徴的なボディペインティングのセルクナム族、ピンク色のスーツを着たサップ、頭の花飾りが特徴的な高山族の女性、伝統的な結婚衣装を着たムスリムの新郎新婦など、民族衣装や装飾文化に関連したイラストも多い。
人物の場合は男、女、子ども、成人、老人、白人、黒人、アジア系、同性カップルはゲイとレズビアン、自衛隊員は陸海空、盗撮はコンパクトカメラとスマートフォン、ゲーミングマウスは有線と無線、親知らずのイラストは真っ直ぐと横向き、チュパカブラは二足歩行と四足歩行など同じ題材のパターン違いも多くなっている。
上記のようにPOPやチラシなどに使える汎用性が高いイラストが中心であるが、中には「自己愛と誇大妄想を膨らませた自分独自の世界に浸っている、思春期の男の子のイラストです。」と説明された「中二病のイラスト」、子供向けアーケードゲームで遊ぶいわゆる「アイカツおじさん」、眼鏡をかけた地味な男性声優のイラストのタイトルが「イケボ」などネタ性の高いものや、汎用性が低いもの（鼻行類、エウロパに生息するとされる魚、アンティキティラ島の機械）、シチュエーションが特殊なもの（水没した会社で穏やかに眠る会社員、ラーメンの汁の表面に浮いた油を集める人）も大量に提供されている。
みふねは2016年3月に、「これ以上時事ネタを追いかけていると、いらすとやが仕事のようになって楽しく描けなくなりそうな気がする」として、時事ネタイラストの封印を発表していたが、その後しばらく時間をおいて、総務省や携帯電話会社の動向を反映した、携帯電話の契約でよくある「二年縛り」「二年縛りからの解放」といった時事ネタイラストを発表している。

## コラボ
浅草の仲見世でいらすとやの刺しゅうハンカチが2017年12月25日より販売された。1枚864円（税込）でイラストは5種類（男の子・女の子・男の子と雷門・女の子と雷門・どうぶつ）。
2018年1月23日から4月1日までの期間限定で鎌倉珈琲とのコラボカフェが登場した。また、同年に別冊少年マガジンで連載の『100万の命の上に俺は立っている』とコラボし、同作のコミックス最新5巻の全てのコマをいらすとやの素材に差し替えた特別版「ワケあり無料版」が、週刊少年マガジンなどの公式サイト「マガメガ」で無料公開された。
『100万の命の上に俺は立っている』のテレビアニメ第1期第1話では、2020年10月の地上波最速放送およびインターネット最速配信においては、いらすとやを用いた「ワケあり版」が放映・配信された。2021年1月4日、漫画『ONE PIECE』の連載1000話を記念して、同作品の登場キャラクターのイラスト素材20種類が公開された。版権もののイラスト素材はこれが初めてで、集英社の許可により作品のイメージを傷つけない用途ならば、他の素材同様に利用規定の範囲内で使用することが可能。
2021年11月にはメイドインアビスとコラボして「メイドインアビス×いらすとや オンラインくじ」をオンラインくじのサイト「くじ引き堂」で展開した。2022年1月にはチロルチョコとコラボしたチョコレート「いらすとやBOX」を販売。同年3月には『セサミストリート』と「セサミストリート いらすとやBIGぬいぐるみ」でコラボ。同年4月にはアイナナとコラボしたLINEスタンプの制作も発表した。
2023年6月にはリコリス・リコイルとコラボし、アニメの印象に残ったシーンや、セリフを再現したイラストがLINEスタンプとして登場した。同年7月には、「いらすとや×リコリス・リコイル オンラインくじ」をアニプレックスから発売された。

## 受賞歴
- 2019年 - デジタルアーカイブ学会「第1回学会賞」実践賞（2018年度）[36]
- 2022年 - デジタルメディア協会「デジタル・コンテンツ・オブ・ジ・イヤー'21／第27回AMDアワード」優秀賞（2021年度）[37][38]